# Крит (фема)
Фема Крит (грец. θέμα Κρήτης) — військово-адміністративна одиниця Візантійської імперії (фема), яка розташовувалась на о.Крит (сучасна Греція). Утворено близько 767 року. Остаточно припинила існування 1214 року внаслідок захоплення венеційцями.

## Історія

### Перше утворення
З ранньої Візантійської імперії продовжувалася практика існування провінції (консуларії) Крит, що збереглася з часів пізньої Римської імперії. В цей час являв одну з важливих морських баз для відвоювання позицій імперії в Західному Середземномор'ї. Звідси здійснювалися експедиції проти Вандальського королівства. Водночас у 457 році вандали атакували Крит. З початку VI ст. за відсутності ворогів місцеві залоги були невеличкі. Очільники острова переважно займалися збиранням податків.
З початку VII ст. виникає арабська і слов'янські загрози. У 623 році останні вперше атакували острів, в подальшому напади повторилися. Втім більш небезпечним стає арабський флот, що намагався захопити Крит у 654 і 670-х роках. Проте візантійцям вдалося зберегти тут владу. За часів Лева III між 718 та 732 роками тут утворено турмархію. У 767 році імператор Костянтин V перетворив Крит на самостійну фему.
З цього часу Критська фема стає опорним пунктом візантійського флоту у протистоянні з Арабським халіфатом. Звідси здійснювалися набіги на африканське узбережжя. Втім з кінця VIII ст. фема зазнає значних нападів мусульманських піратів. У 824 році араби захопили острів, де утворили Критський емірат. Звідси пірати останнього стали здійснювати спустошливі напади на острови Егейського моря та балканські володіння імперії.

### Друге утворення
У 960 році військовик Никифор Фока висадився на Криті, захопивши його значну частину. У 961 році після 8-місячної облоги візантійці зайняли столицю емірату — Хандак. Того ж року було відновлено фему Крит. Поступово було зміцнено владу Константинополя, а населення знову обернуто на християн. В подальшому Крит залишався спокійною територією, де почалося економічне відновлення. Водночас з цієї феми разом з іншими морськими фемами вчинялися напади на Фатимідський халіфат, на завоювання Сицилії та наступ на Південну Італію.
За часів династії Комнінів флот феми було підпорядковано мегадукс (очільнику усіх морських сил імперії), що зрештою призвело до послаблення оборони Криту. У 1093 році було придушене єдине повстання на чолі із стратегом Кариком. В подальшому влада центрального уряду була міцною. Послаблення урядування починається після 1185 року, коли до влади прийшла династія Ангелів.
У 1204 році Константинополь захопили учасники Четвертого хрестового походу, внаслідок чого Візантійська імперія фактично розпалася. Втім, візантійці зуміли відбити напад Бонифація Монферратського на острів, тоді той продав свої права Венеційській республіці. Остання вступила в боротьбу за Крит з Генуезькою республікою. Лише у 1214 році на острові затвердилися венеційці.

## Адміністрація
Територія охоплювала виключно о. Крит. У перший період центром було місто Гортин, у другий — Хандак. Спочатку на чолі стояв стратег у ранзі протоспафарія, що отримував щорічну платню у 12 лібрів золота. Йому підпорядковувалося 1 тис. вояків. За часів Комнінів фему очолював дука або катепан, було збільшеню його зарлптаню та наявні війська.

## Відомі очільники
- Андронік Контостефан (1067—1072)
- Никифор Діоген (1089—1094)